# Antonio Rugiero
Antonio Rugiero (Napoli, 2 febbraio 1938) è un politico italiano.
Storico esponente del Partito Socialista Italiano a Cosenza, appartenente all'ala che faceva capo a Gaetano Mancini, fu a lungo consigliere comunale fino al 1990 e sindaco della città dal 1980 al 1982. In occasione del 18º congresso del PSI cosentino, il 15 febbraio 1987 venne eletto segretario provinciale del partito.